# Oscar e le sette note perdute
Oscar e le sette note perdute (Oscar's Orchestra) è una serie animata franco-britannica, trasmessa dal 1995 al 1996 per un totale di 39 episodi in 3 stagioni. In Italia sono state trasmesse solo le prime due stagioni su Italia 1 il sabato e la domenica a partire dal 2 ottobre 1999 al 15 gennaio 2000 per un totale di 26 episodi.

## Personaggi
- Oscar
- Rebecca
- Rio Crin
- Lucio
- Nero Stonato
- Guazzamumù

## Episodi
1. La battaglia comincia!
2. Viaggio nel tempo
3. Un problema spinoso
4. Viaggio tra i pianeti
5. Battaglia sul ghiaccio
6. Le quattro stagioni
7. Il compleanno
8. Colpo di fulmine
9. Teste matte
10. Tempo di vacanze
11. Avventure a Chicago
12. L'anello magico
13. Nero Stonato si sposa
14. Radio Capitano FM
15. La danza dei 40 ladroni
16. Il ritorno di Bach
17. Il re della montagna
18. Concerto per due pianoforti
19. La bella addormentata
20. Una voce da brividi
21. Tale padre tale figlio
22. Il conte Giungla
23. Oscar in tournée
24. Il trionfo della musica

## Sigla
La sigla italiana Oscar e le sette note perdute (A. Valeri Manera / S. Amato) è cantata da Cristina D'Avena. Questa sigla è contenuta nella raccolta Cristina D'Avena e i tuoi amici in TV 13.